# ويلين موتا
ويلين موتا (بالبرتغالية: Willen Mota Inácio‏) (مواليد 10 يناير 1992) لاعب كرة قدم برازيلي كمهاجم .
وقع مع نادي الباطن مطلع عام 2018 و لم يلعب مع الباطن كثيراً واستغنى عنه الباطن لصالح نادي هجر في نفس الشهر .

## روابط خارجية
- ويلين موتا على موقع قاعدة بيانات كرة القدم.إي يو (الإنجليزية)
- ويلين موتا على موقع Soccerway.com (الإنجليزية)
- ويلين موتا على موقع عالم كرة القدم.نت (الإنجليزية)

- ويلين موتا